# El Vilar de Simosa
El Vilar de Simosa és una masia del municipi d'Olius inclosa en l'Inventari del Patrimoni Arquitectònic de Catalunya.

## Arquitectura
Masia de planta rectangular, orientada nord-sud i teulada a doble vessant. Porta a la cara sud, d'arc de mig punt adovellat. A la cara est hi ha una galeria oberta i coberta amb bigues. La planta baixa, amb sòl de pedra i amb volta de canó; conserva el forn, la premsa i les quadres. El primer pis també amb sòl de pedra i sostres amb bigues, excepte la cuina que està reformada. Adossada a la cara sud hi ha una construcció posterior, també de planta rectangular i teulada a doble vessant. A la paret oest, hi ha el cup de vi, al que s'hi accedeix per una escala de pedra exterior. Parament de pedres irregulars, molt rústec. Davant de la casa, l'era de batre amb coberts i amb porta d'arc de mig punt adovellat i sostres de bigues.
Capella d'una sola nau i sense absis. L'interior està arrebossat. Tipus de construcció: parament de pedres irregulars en filades. La façana principal té una finestra rectangular, petita i estreta i sense cap mena de decoració. La porta també rectangular té una gran llosa en forma de llinda sobre. Té un petit campanar d'espadanya per una sola campana, en forma d'arc de mig punt. La teulada és de teules.
Del km. 2,5 de la carretera C-452 a Sant Llorenç de Morunys per la Llosa del Cavall (42° 1′ 3″ N, 1° 33′ 18″ E / 42.01750°N,1.55500°E), surt el camí que mena a la masia.

## Història
El Vilar de Ximosa, és l'antic mas de Vilallud, documentat ja el segle X i al segle xi (1087), s'anomenava Els Vilars.
El 25 de setembre de 1381, Bernat del Vilar de Ximosa, juntament amb en Bernat i Esteve del Vilar del Cardener i Cardona de Cantons, que serien els jurats del poble, devien a uns jueus de Solsona 431 ss., i que prometeren tornar-los el mes de gener.
Al segle xvii, en el procés canònic de l'Aparició de la Mare de Déu del Miracle hi consta un Jacobo Vilar, rector de Peracamps i de Torradenargó i Bernat Vilar cònsol de la "villa de Celsona".
Aquesta capella es troba al costat de la masia del Vilar de Simosa, una de les més antigues del Solsonès, segons fonts orals aquesta capella fou construïda quan van fer reformes a la masia al s. XVIII. La capella està dedicada a Sant Antoni.